# Pellaea brasiliensis
Pellaea brasiliensis är en kantbräkenväxtart som beskrevs av Bak. Pellaea brasiliensis ingår i släktet Pellaea och familjen Pteridaceae. Inga underarter finns listade.